# Obchodní dům Selfridges (Birmingham)
Obchodní dům Selfridges, v angličtině nazývaný také jako Selfridges Building, je budova v Birminghamu v Anglii, největší stavba realizovaná ateliérem Future Systems, který vedl český architekt Jan Kaplický. Je součástí obchodního centra Bullring a nachází se zde také oddělení firmy Selfridges, podle které se budova jmenuje. Byla dokončena v září roku 2003, celková cena byla 60 milionů liber. Po dokončení se budova stala symbolem a architektonickou památkou ekonomicky rostoucího Birminghamu. Stavba je považována za nejvýznamnější realizovanou stavbu Jana Kaplického vůbec.
Fotografie budovy byla využita jako pozadí plochy v architektonickém grafickém tématu operačního systému Windows 7.

## Architektura
Téměř amorfní kostra budovy se skládá z 15 000 eloxovaných hliníkových kotoučů přimontovaných na betonu nasprejovaném na modrou barvu. Majitel firmy Selfridges si přál, aby se budova stala symbolem značky. Budova se považuje za příklad stavby Blobitecture, což se styl architektury připomínající bloby a různé nové organismy, často spojován s Future Systems. K inspiraci k této stavbě sloužily šaty, které v 60. letech navrhl francouzský módní návrhář Paco Rabanne za použití řady propojených disků z leštěného plechu. Budova využívá změn úrovně, nuance světla a stínu padající na barvy na povrchu.

## Ocenění

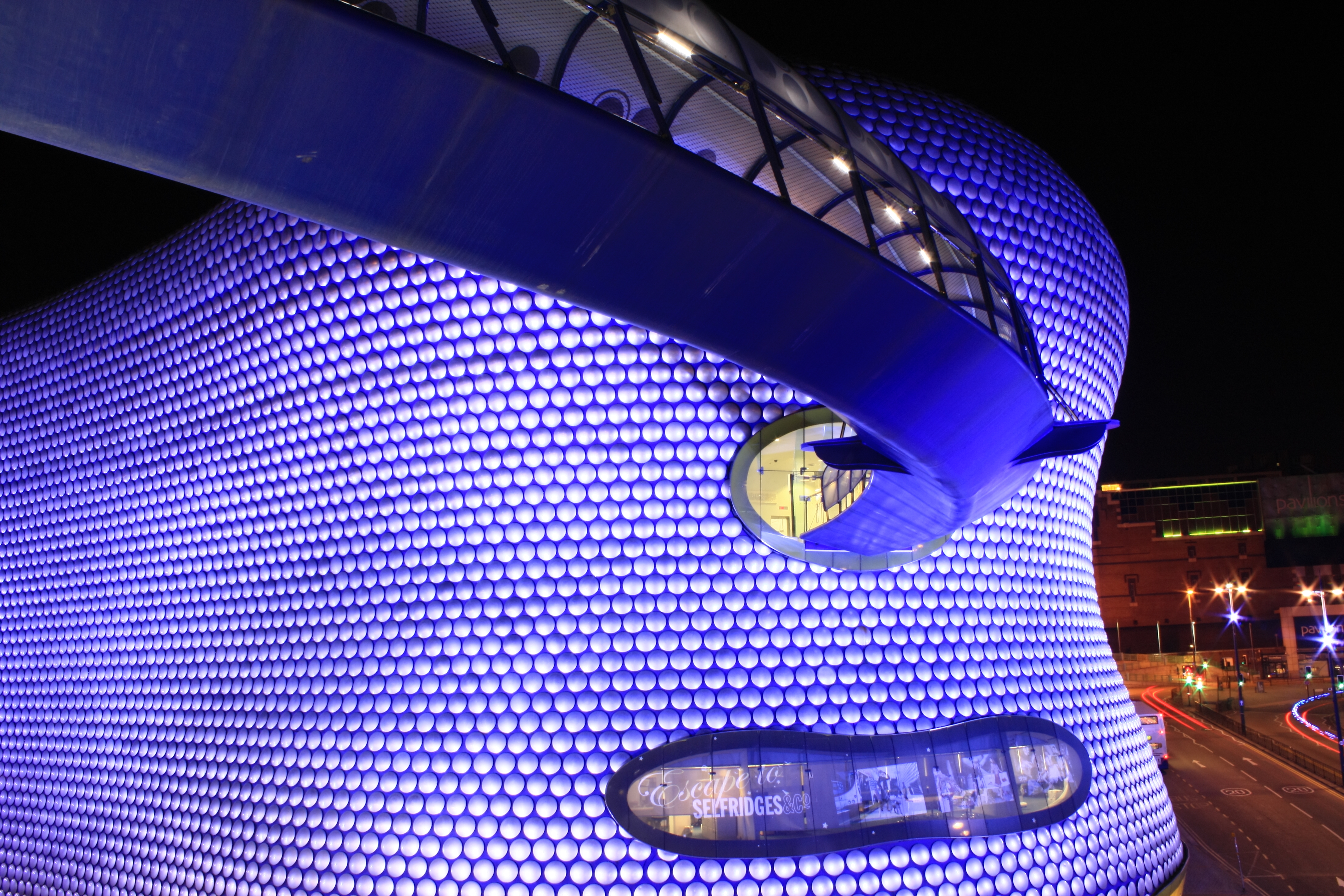
Obchodní dům Selfridges v noci

- RIBA ocenění pro architekturu 2004
- Concrete Society Awards, celkový vítěz 2004
- Structural Steel Awards 2004
- Royal Fine Art Commission Trust, inovace maloobchodní budovy 2004
- Institution of Civil Engineers, projekt roku 2004
- Civic Trust Award 2004
- Retail Week Awards, maloobchodní destinace roku 2004

## Reakce veřejnosti
Budova se umístila na prvním místě jako nejošklivější budova v Británii v anketě Electronic Arts, rok 2008, 1111 dotazovaných. Ale například v anketě pořádané v roce 2015 se budova Selfridges v anketě nejošklivější budova Anglie neumístila ani na jedné příčce z celkových dvaceti vyhodnocených.

## Fotogalerie

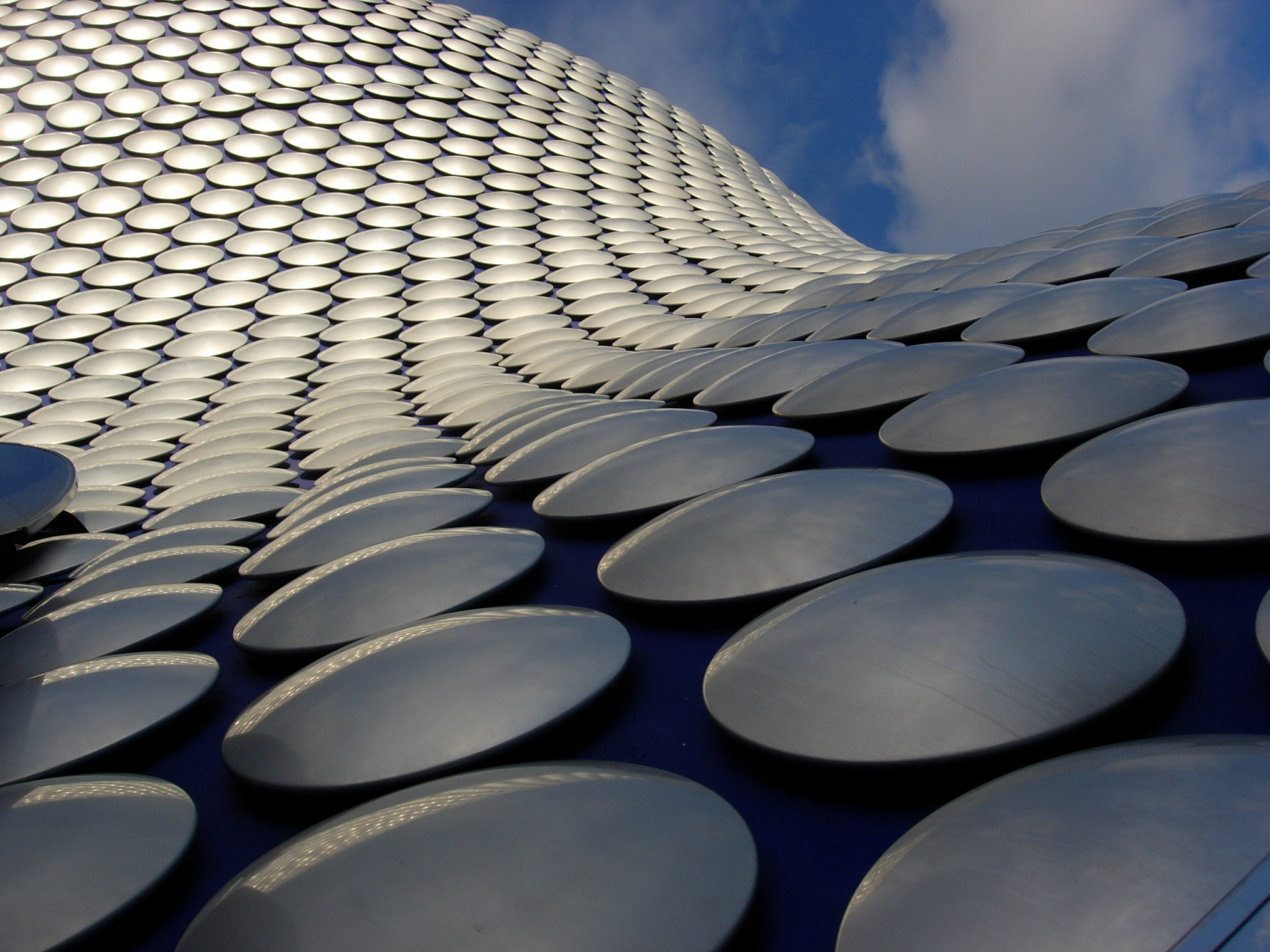
Fasáda budovy
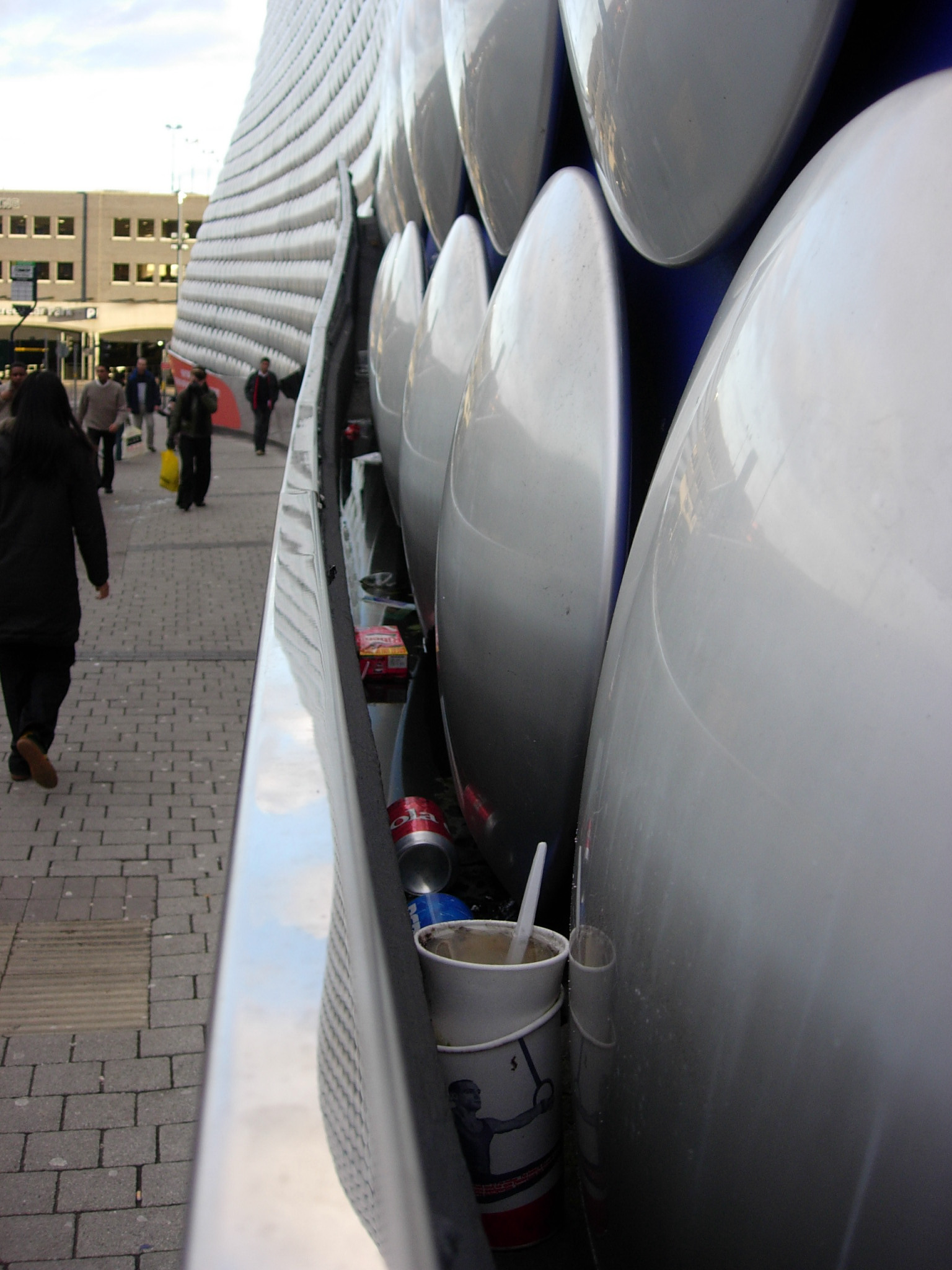
Nepořádek za fasádou budovy
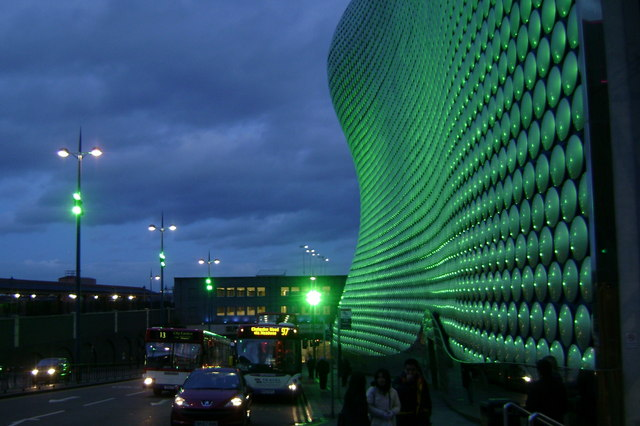
Fasáda budovy v noci, 2009
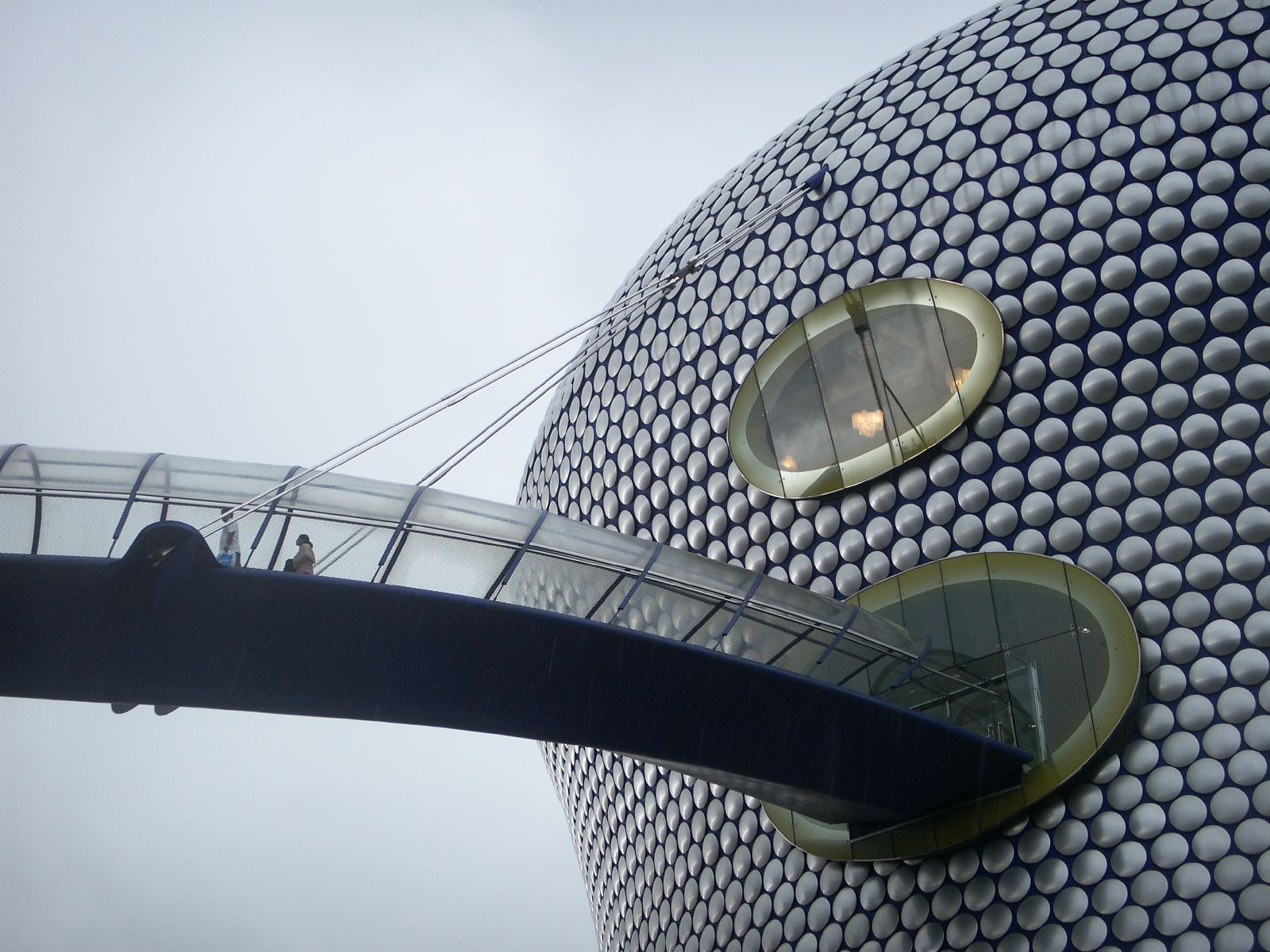
Most vedoucí do další části obchodního centra
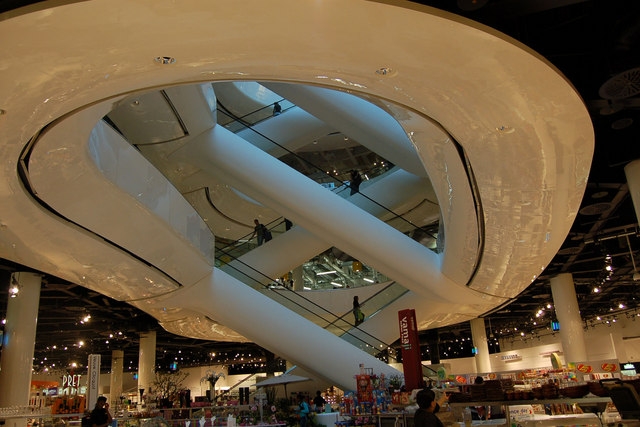
Interiér, jezdící schody
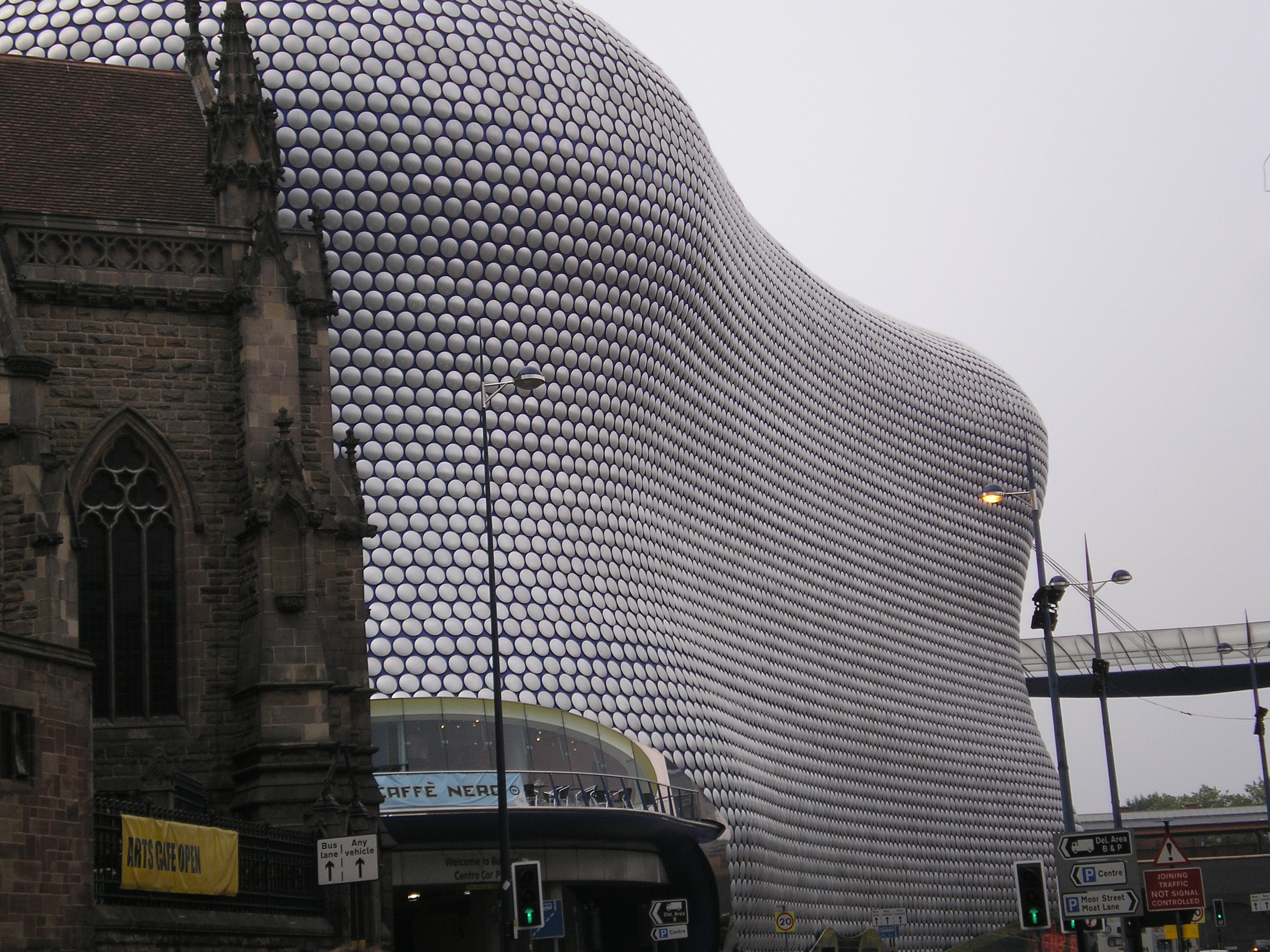
Kontrast se starší architekturou v Birminghamu

## Odkazy

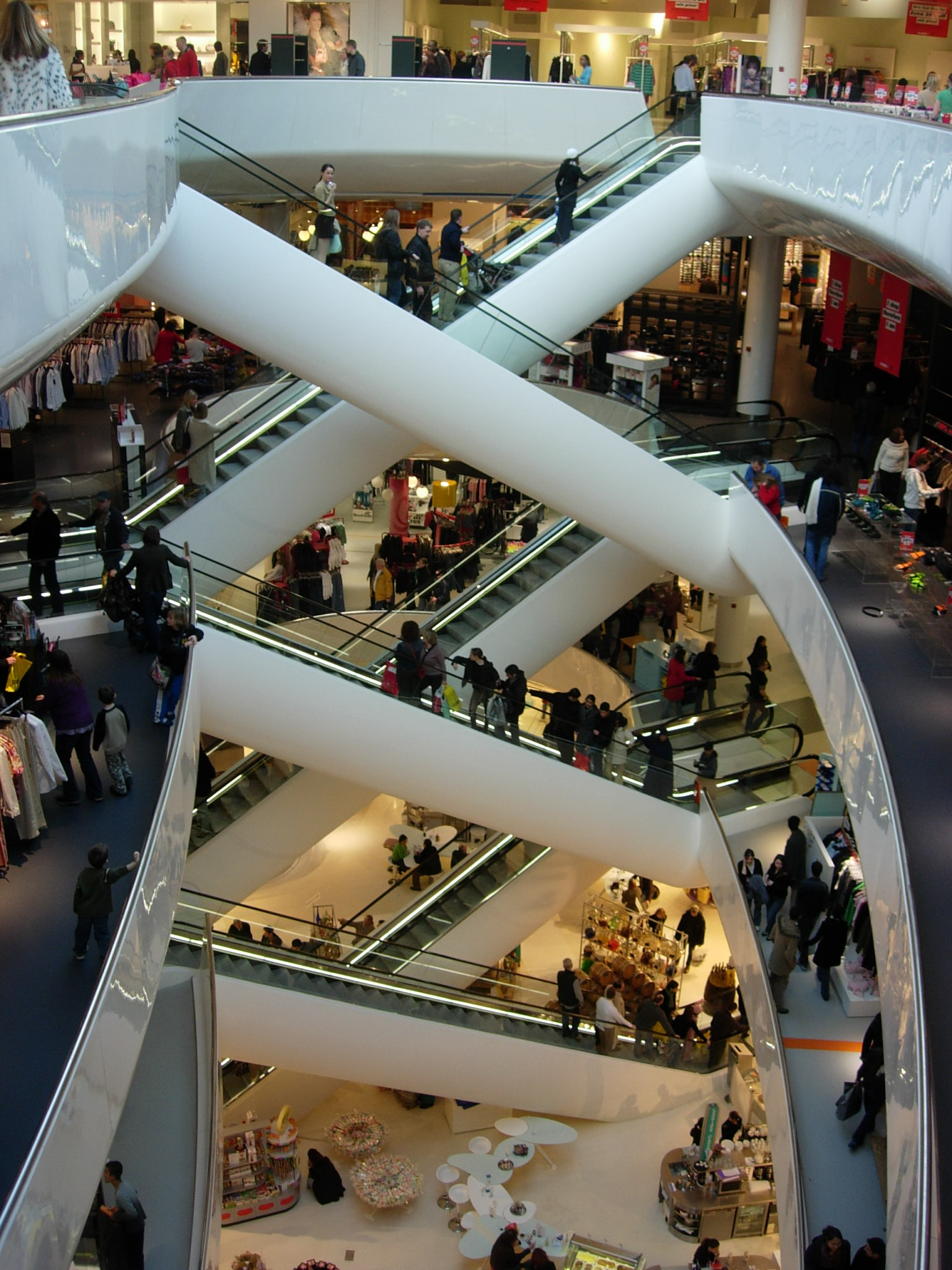
Interiér Selfridges